# Pindos-Pony
Das Pindos-Pony (griechisch: αλογάκι της Πίνδου) ist eine Ponyrasse aus dem Pindosgebirge bei Thessalien und Epirus in Griechenland.

## Merkmale
Das Pindos-Pony ist ein zähes, hartes und ausdauerndes Pony. Es ist ca. 1,30 m groß und man kann alle Grundfarben antreffen, wobei überwiegend braune, dunkelbraune oder Schimmel vorkommen. Der leicht ramsnasige Kopf ist ziemlich grob, nicht klein und hat ein gerades bzw. leicht konkaves Profil. Der Hals wird als recht tief angesetzt und als mittelhoch und aufgesetzt beschrieben. Pindos-Ponys haben einen gut markierten Widerrist, der kurz und hoch ist. Sie besitzen einen schmalen, aber langen Rücken, eine schwache Hinterhand und eine abfallende bis kurz und abgeschlagene Kruppe. Es kommt oft vor, dass dem Pony scheinbar eine Rippe fehlt. Die Gliedmaßen sind schlank und lang, bisweilen kuhhessig. Die Hufe sind sehr hart, relativ schmal, weisen einen kaum ausgebildeten Strahl auf und besitzen hohe Trachten.
Der Charakter dieser Rasse wird als arbeitswillig, gutmütig, außerordentlich hart und genügsam beschrieben. Sie ist trittsicher, allerdings manchmal störrisch. Die typischen Gangarten sind Pass und Tölt.

## Herkunft und Nutzung
Das Pindos-Pony ist wahrscheinlich orientalischen Ursprungs, der aus der Türkenherrschaft zwischen 1453 und 1830 begründet sein könnte, als dieser Rasse orientalisches Blut zugeführt wurde. Die genaue Herkunft scheint jedoch unbekannt.
Ponys dieser Rasse dienten den Bergbauern des Pindosgebirges als Arbeits-, Trag- und Reitponys, sowie für leichtere landwirtschaftliche Arbeiten. Die Nutzung ging unter anderem aufgrund der Motorisierung stark zurück. Die Ponys lebten und leben halbwild, was bedeutet, dass Bauern sie für eine bestimmte Nutzung einfingen und anschließend wieder frei ließen. Heute werden Pindos-Ponys im weit geringen Maße als Tragtiere, oder im Tourismus für Trailritte genutzt. Stuten werden zur Maultierzucht verwendet.
Heute leben etwa 300 bis 1000 Individuen dieser Rasse im Pindosgebirge. Zwar sind die Pindos-Ponys genügsam und überleben auch längere Phasen mit magerer Kost, doch kam es bei strengen Winter zu Massensterben.